# 白河桥香烟
白河桥香烟是19世纪50年代公私合营南阳烟厂出品的一款香烟，南阳本地吸食人数较多。

## 历史
“白河桥香烟”的前身是“白河香烟"，在1960年代的文革初期，"白河香烟"烟盒图案的白河边有三座山，河中有一片帆船飘向西边，红卫兵称：“一片白帆飘向西方三座大山，烟标设计人员想念旧社会，想念三座大山，臭老九找死！” 因此国营南阳卷烟厂决定以当时的"争气桥--白河桥"取代白河牌，”白河桥牌香烟“的图案未设计好红卫兵又说”但也不能让老白河牌标再放毒“于是就有了白底红字的临时简装白河桥牌香烟。中国加入世界贸易组织后依据国际国内形势的需要，河南的几家烟厂重组为河南中烟工业公司，白河桥牌香烟成为历史。